# Кроче д'Ореро (Ђенова)
Кроче д'Ореро је насеље у Италији у округу Ђенова, региону Лигурија.
Према процени из 2011. у насељу је живело 17 становника. Насеље се налази на надморској висини од 513 м.